# Plainville (Kansas)
Plainville – miasto w Stanach Zjednoczonych, w stanie Kansas, w hrabstwie Rooks.